# Sobolewo (Kaliningrad)
Sobolewo (russisch Соболево, deutsch Warnien, Kreis Wehlau, litauisch Varniai) ist ein kleiner Ort in der russischen Oblast Kaliningrad. Er gehört zur kommunalen Selbstverwaltungseinheit Stadtkreis Tschernjachowsk im Rajon Tschernjachowsk.

## Geographische Lage
Sobolewo liegt am Nordufer des Pregel (russisch: Pregolja) 25 Kilometer westlich der Rajonstadt Tschernjachowsk (Insterburg). Durch den Ort verläuft die Kommunalstraße 27K-163 von Sirenjewka (Siemohnen) über Gluschkowo (Plibischken) zur Föderalstraße  A216 (auch Europastraße 77, früher Reichsstraße 138) in der Nähe von Talpaki (Taplacken). Die nächste Bahnstation ist Meschduretschje an der Bahnstrecke Kaliningrad–Tschernyschewskoje (Königsberg–Eydtkuhnen/Eydtkau) – frühere Preußische Ostbahn – zur Weiterfahrt nach Litauen und in das russische Kernland.

## Geschichte
Der bis 1946 Warnien bestand damals aus mehreren kleineren Höfen. Seine erste urkundliche Erwähnung erlebte der Ort im Jahre 1410. Zwischen 1874 und 1945 war Warnien in den Amtsbezirk Plibischken (heute russisch: Gluschkowo) eingegliedert, der zum Kreis Wehlau im Regierungsbezirk Königsberg der preußischen Provinz Ostpreußen gehörte. Am 1. Dezember 1910 wurden in Warnien mit den Ortsteilen Klein Warnien und Warnienhof (russisch: Belinskoje, beide Orte sind nicht mehr existent) insgesamt 130 Einwohner gezählt. Ihre Zahl betrug 1933 noch 124 und belief sich 1939 auf 117.
1945 kam Warnien in Kriegsfolge mit dem nördlichen Ostpreußen zur Sowjetunion. 1950 erhielt der Ort die russische Bezeichnung „Sobolewo“ und wurde dem Dorfsowjet Kamenski selski Sowet im Rajon Tschernjachowsk zugeordnet. Von 2008 bis 2015 gehörte Sobolewo zur Landgemeinde Kamenskoje selskoje posselenije und seither zum Stadtkreis Tschernjachowsk.

## Kirche
Mit seinen meist evangelischen Einwohnern war Warnien vor 1945 in das Kirchspiel der Kirche Plibischken (heute russisch: Gluschkowo) eingepfarrt und gehörte zum Kirchenkreis Wehlau in der Kirchenprovinz Ostpreußen der Kirche der Altpreußischen Union. Letzter deutscher Geistlicher vor 1945 war Pfarrer Erich Woronowicz. Heute liegt Sobolewo im Einzugsgebiet der in den 1990er Jahren neu entstandenen evangelisch-lutherischen Gemeinde in Meschduretschje (Norkitten), einer Filialgemeinde der Kirchenregion Tschernjachowsk (Königsberg) in der Propstei Kaliningrad der Evangelisch-lutherischen Kirche Europäisches Russland.